# Diego Garrido
Diego Garrido Garcia (tiếng Trung: 加拉度; sinh ngày 20 tháng 6 năm 1984), thường được biết với tên Diego Garrido, là một cầu thủ bóng đá Tây Ban Nha hiện tại thi đấu cho câu lạc bộ tại Giải bóng đá ngoại hạng Hồng Kông Southern.